# Valleraugue
Valleraugue är en kommun i departementet Gard i regionen Occitanien i södra Frankrike. Kommunen ligger i kantonen Valleraugue som tillhör arrondissementet Le Vigan. År 2016 hade Valleraugue 1 077 invånare.

## Befolkningsutveckling
Antalet invånare i kommunen Valleraugue
Referens:INSEE